# Hubert Charles (homme politique)
Pour les articles homonymes, voir Hubert Charles et Charles.
Hubert Charles, dit « de Riaz », né le 2 novembre 1793 à Marsens (originaire de Riaz) et mort le 28 mars 1882 à Fribourg, est une personnalité politique suisse, membre du parti libéral.
Il est membre du Conseil d'État du canton de Fribourg de 1831 à 1846 et de 1857 à 1871, à la tête de la Direction de l'instruction publique, et membre du Conseil national de 1853 à 1863.

## Source
- Georges Andrey, John Clerc, Jean-Pierre Dorand et Nicolas Gex, Le Conseil d’État fribourgeois : 1848-2011 : son histoire, son organisation, ses membres, Fribourg, Éditions La Sarine, 2012, 143 p. (ISBN 978-2-88355-153-4, lire en ligne), p. 41-42